# Leki roślinne

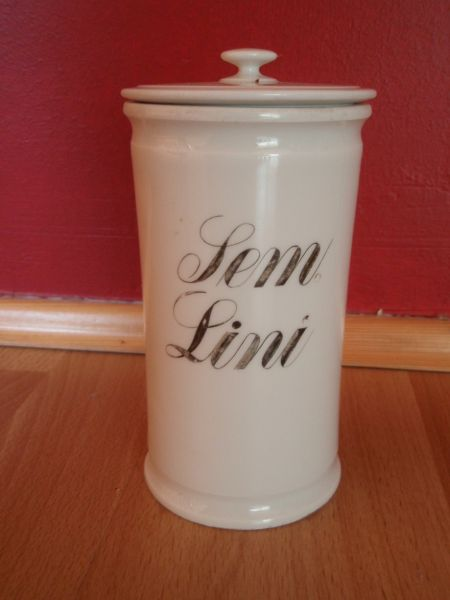
Sztanglas do przechowywania siemienia lnianego

Leki roślinne, leki ziołowe, fitofarmaceutyki – według Europejskiego Naukowego Stowarzyszenia Fitoterapii (European Scientific Cooperative on Phytotherapy) to wyroby, których składnikami czynnymi są rośliny lecznicze, ich części lub substancje z nich pochodzące albo kombinacje tychże w postaci przerobionej. W Polsce określenia te tradycyjnie odnoszą się do wszelkich preparatów leczniczych zawierających surowce zielarskie lub roślinne przetwory galenowe i to bez względu, czy są one składnikiem decydującym o działaniu, czy tylko składnikiem pomocniczym. Leki te bywają też definiowane przez kryterium ilościowe, jako preparaty zawierające co najmniej 60% składników pochodzenia roślinnego.
Cechą charakterystyczną leków roślinnych jest to, że nie występują w postaci czystej, lecz towarzyszą im liczne naturalne związki chemiczne. Tym leki te różnią się od leków syntetycznych pochodzenia roślinnego, zawierających czysty związek działający (np. atropina, efedryna – stosowane zwykle w postaci soli rozpuszczalnych w wodzie).
Surowiec używany do przetwarzania powinien spełniać określone normami lub farmakopeą wymagania zarówno w zakresie składu jakościowego oraz ilościowego substancji czynnych, ale też zawartości metali ciężkich, pozostałości pestycydów i zanieczyszczeń mikrobiologicznych.
Świeżo pozyskany surowiec roślinny jest nietrwały – podstawową metodą stabilizacji materiału roślinnego jest suszenie. Podczas tego zabiegu w ściśle określonych warunkach temperatury, przepływu i wilgotności powietrza świeże rośliny tracą 90 – 95% wody.
Jakość takich surowców zależy w znacznym stopniu od warunków ich przechowywania podczas którego dochodzi do zachodzenia procesów hydrolizy, utleniania, polimeryzacji lub racemizacji substancji czynnych. Susz należy chronić przede wszystkim przed wilgocią której towarzyszy zwiększanie skażenia mikrobiologicznego oraz niekiedy przed destruktywnym działaniem promieni słonecznych.
Monografie farmakopealne oraz normy precyzują wymagania, jakim powinny odpowiadać poszczególne surowce. Umożliwia to standaryzację materiału roślinnego, a co za tym idzie należytą jakość otrzymanych z niego postaci leku.
Leki roślinne w zależności od ich postaci dzielone są na:
1. preparaty z roślin świeżych
  - soki (łac. Succi) w tym soki stabilizowane (łac. Succi stabilisatae)
  - alkoholatury (łac. Alcoholaturae) w tym alkoholatury stabilizowane (łac. Intracta)
2. preparaty z roślin suchych
  - zioła (łac. Species) z których wytwarza się bardziej złożone postacie:
    - okłady zmiękczające, kataplazmy (łac. Cataplasma)
    - tabletka (łac. Tabulettae Compressi, Comprimata)
    - granulaty (łac. Granulata, Granules)
    - kapsułki żelatynowe (łac. Capsulae gelatinosae)Płaszcz grzejny oraz infuzorka

  - maceraty (łac. Macerationes)
  - napary (łac. Infusa)
  - odwary (łac. Decocta)
  - nalewki (łac. Tincturae)
  - wyciągi (łac. Extracta)

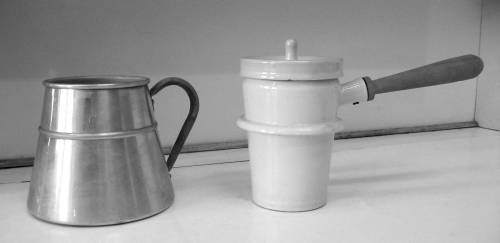
Płaszcz grzejny oraz infuzorka

  - wody aromatyczne (łac. Aquae aromaticae)
  - oleje tłuste (łac. Olea pinquida)
  - oleożywice (łac. Oleoresina)

Wyróżnia się leki ziołowe proste lub złożone. Leki ziołowe proste składają się tylko z jednego surowca roślinnego, leki złożone są zaś ich mieszanką.
Leki ziołowe mogą być stosowane na różne schorzenia, wiele z nich dostępnych jest bez recepty.